# Ghafsai
Ghafsai (en langue berbère : Ɣefsay, en arabe : غفساي) est une ville au nord du Maroc. Elle est située dans la province de Taounate, région de Fès-Meknès.

## Climat
Le climat de Ghafsai est méditerranéen, mâtiné de continentalité et subissant les influences atlantiques. Il est comparable à celui des villes du sud de l'Espagne, Cordoue notamment.
L'hiver est plutôt doux et humide. En janvier, les minimales moyennes avoisinent les 2 °C, tandis que les maximales sont légèrement supérieures à 14 °C. Cela dit, des épisodes de gel ne sont pas rares (le mercure peut afficher 0 °C, voire un peu moins en décembre, janvier ou février). L'hiver 2004-2005 a été tout à fait exceptionnel : le mercure a, plusieurs fois, atteint la barre des -3/-4 °C, voire au-delà. Le 28 janvier 2005, à 10h du matin, il est même descendu à -8 °C (record absolu de la ville).

## Personnalités
Sont nés ou originaires de Ghafsai:
- Mohamed Moujahid, secrétaire général du Parti socialiste unifié (PSU) [1];
- Hassan Charafi, haut fonctionnaire du Ministère de l’Intérieur. Il a exercé pendant plus de trois décennies dans diverses fonctions administratives, notamment en tant que caïd, chef de cercle, pacha et enfin secrétaire général.
- Ahmed Marzouki. écrivain, ancien militaire marocain et ex-prisonnier politique.

### Sources
1. ↑  « MOHAMED MOUJAHID, LE MÉDECIN MILITANT DE GAUCHE »(Archive.org • Wikiwix • Archive.is • Google • Que faire ?), sur lavieeco.com.

- (en) Ghafsai sur le site de Falling Rain Genomics, Inc.